# Asienspiele 2010/Tennis
Bei den Asienspielen 2010 in Guangzhou, China wurden vom 13. bis 23. November 2010 sieben Wettbewerbe im Tennis ausgetragen, je drei für Männer und Frauen sowie ein Mixed-Wettbewerb.

## Wettbewerbe und Zeitplan
Insgesamt sieben Wettbewerbe werden im Rahmen der Spiele im Tennissport ausgetragen. Dazu zählen die jeweiligen Einzel-, Doppel- und Mannschaftskonkurrenzen sowie der Mixedwettbewerb.
| Datum            | So. 13       | So. 14.       | Mo. 15.    | Di. 16. | Mi. 17.     | Do. 18.      | Fr. 19.      | Sa. 20.       | So. 21.       | Mo. 22.    | Di. 23. |
| ---------------- | ------------ | ------------- | ---------- | ------- | ----------- | ------------ | ------------ | ------------- | ------------- | ---------- | ------- |
| Herreneinzel     |              |               |            |         | Erste Runde |              | Zweite Runde | Achtelfinale  | Viertelfinale | Halbfinale | Finale  |
| Herrendoppel     |              |               |            |         | Erste Runde |              | Achtelfinale | Viertelfinale | Halbfinale    | Finale     |         |
| Herrenmannschaft | Erste Runde  | Viertelfinale | Halbfinale | Finale  |             |              |              |               |               |            |         |
| Herrenmannschaft | Achtelfinale | Viertelfinale | Halbfinale | Finale  |             |              |              |               |               |            |         |
| Dameneinzel      |              |               |            |         | Erste Runde | Zweite Runde | Achtelfinale | Viertelfinale | Halbfinale    |            | Finale  |
| Damendoppel      |              |               |            |         | Erste Runde |              | Achtelfinale | Viertelfinale | Halbfinale    | Finale     |         |
| Damenmannschaft  | Erste Runde  | Viertelfinale | Halbfinale | Finale  |             |              |              |               |               |            |         |
| Mixed            |              |               |            |         |             | Erste Runde  | Achtelfinale | Viertelfinale | Halbfinale    | Finale     |         |

## Herren

### Einzel
| Platz | Land       | Spieler          |
| ----- | ---------- | ---------------- |
| 1     | Indien     | Somdev Devvarman |
| 2     | Usbekistan | Denis Istomin    |
| 3     | Japan      | Tatsuma Itō      |
| 3     | Japan      | Gō Soeda         |

### Doppel
| Platz | Land                | Spieler                      |
| ----- | ------------------- | ---------------------------- |
| 1     | Indien              | Somdev Devvarman Sanam Singh |
| 2     | Volksrepublik China | Gong Maoxin Li Zhe           |
| 3     | Südkorea            | Jae Cho-soong Kim Hyun-joon  |
| 3     | Chinesisch Taipeh   | Yi Chu-huan Lee Hsin-han     |

### Mannschaft
| Platz | Land              | Spieler                                                      |
| ----- | ----------------- | ------------------------------------------------------------ |
| 1     | Chinesisch Taipeh | Chen Ti, Lu Yen-hsun, Yang Tsung-hua, Yi Chu-huan            |
| 2     | Usbekistan        | Farrux Doʻstov, Murod Inoyatov, Denis Istomin, Vaja Uzakov   |
| 3     | Indien            | Somdev Devvarman, Karan Rastogi, Sanam Singh, Vishnu Vardhan |
| 3     | Japan             | Tatsuma Itō, Toshihide Matsui, Gō Soeda, Takao Suzuki        |

## Damen

### Einzel
| Platz | Land                | Spieler            |
| ----- | ------------------- | ------------------ |
| 1     | Volksrepublik China | Peng Shuai         |
| 2     | Usbekistan          | Oqgul Omonmurodova |
| 3     | Japan               | Kimiko Date-Krumm  |
| 3     | Indien              | Sania Mirza        |

### Doppel
| Platz | Land                | Spielerinnen                   |
| ----- | ------------------- | ------------------------------ |
| 1     | Chinesisch Taipeh   | Chan Yung-jan Chuang Chia-jung |
| 2     | Chinesisch Taipeh   | Chang Kai-chen Hsieh Su-wei    |
| 3     | Volksrepublik China | Peng Shuai Yan Zi              |
| 3     | Südkorea            | Kim So-jung Lee Jin-a          |

### Mannschaft
| Platz | Land                | Spielerinnen                                                                            |
| ----- | ------------------- | --------------------------------------------------------------------------------------- |
| 1     | Volksrepublik China | Li Na, Peng Shuai, Yan Zi, Zhang Shuai                                                  |
| 2     | Chinesisch Taipeh   | Chan Yung-jan, Chang Kai-chen, Chuang Chia-jung, Hsieh Su-wei                           |
| 3     | Japan               | Kimiko Date-Krumm, Misaki Doi, Ryōko Fuda, Ayumi Morita                                 |
| 3     | Thailand            | Noppawan Lertcheewakarn, Nudnida Luangnam, Tamarine Tanasugarn, Varatchaya Wongteanchai |

## Mixed
| Platz | Land              | Spieler/in                             |
| ----- | ----------------- | -------------------------------------- |
| 1     | Chinesisch Taipeh | Chan Yung-jan Yang Tsung-hua           |
| 2     | Indien            | Sania Mirza Vishnu Vardhan             |
| 3     | Thailand          | Tamarine Tanasugarn Sanchai Ratiwatana |
| 3     | Japan             | Yurika Sema Hiroki Kondō               |

## Medaillenspiegel
| Platz | Land                | Gold | Silber | Bronze | Gesamt |
| ----- | ------------------- | ---- | ------ | ------ | ------ |
| 01    | Chinesisch Taipeh   | 3    | 2      | 1      | 6      |
| 02    | Indien              | 2    | 1      | 2      | 5      |
| 03    | Volksrepublik China | 2    | 1      | 1      | 4      |
| 04    | Usbekistan          | —    | 3      | —      | 3      |
| 05    | Japan               | —    | —      | 6      | 6      |
| 06    | Südkorea            | —    | —      | 2      | 2      |
| 06    | Thailand            | —    | —      | 2      | 2      |